# Zealandotachina tenuis
Zealandotachina tenuis là một loài ruồi trong họ Tachinidae.